# Canton de Weishan
Le Canton de Weishan (chinois simplifié : 沩山乡 ; chinois traditionnel : 溈山鄉 ; pinyin : Wéishān Xiāng) est un canton du ville de Ningxiang dans la province du Hunan en Chine. Il est entouré par les bourgs de Dafu et Songmutang au nord-ouest, de Huangcai au nord-est et de Xiangzikou au sud. Au recensement de 2000, il avait une population de 14,532 habitants et une superficie de 42,8 km2.

## Administration territoriale
Il comprend 10 villages:
- Bajiaoxi (八角溪村)
- Wishan (沩山村)
- Weiqing (沩清村)
- Weiyuan (沩源村)
- Xiyuan (西元村)
- Tongqing (同庆村)
- Zuta (祖塔村)
- Huixinqiao (回心桥村)
- Shuanglongtan (双龙潭村)

## Géographie
Le réservoir de Xiaolongtan (小龙潭水库) est situé dans la canton et se déverse dans la rivière Wei.

## Économie
Weishan Maojian, le tofu, le poisson, le silicium et le capsicum annuum sont importants pour l'économie locale.
La région regorge de fer.

## Attraction touristique
Le temple Miyin (en) a été construit en 813 sur le mont Wei par Weishan Lingyou, huitième année de l'ère Yuanhe de la dynastie Tang (618–907). C'est un temple bouddhiste bien connu associé à l'école Weiyang en Chine. La mont Wei est également un site pittoresque de la commune et propose des sports nautiques comme la pêche, la navigation de plaisance et le rafting.